# Hippaliosina depressa
Hippaliosina depressa is een mosdiertjessoort uit de familie van de Hippaliosinidae. De wetenschappelijke naam van de soort is voor het eerst geldig gepubliceerd in 1854 door Busk.